# Wacek Komar
Wacław Komar —conocido en España como Wacek Komar— cuyo nombre real era Mendel Kossoj (1909 - 1972) fue un político polaco de origen judío, miembro del Partido Comunista de Polonia que participó en la guerra civil española en las Brigadas Internacionales y posteriormente llegó a ser jefe del Servicio de Inteligencia Militar y comandante del Cuerpo de Seguridad Interna de Polonia (KBW), donde sufrió las purgas de Stalin contra los judíos.

## Biografía
Entre 1927 y 1931 fue oficial del Ejército Rojo en la Unión Soviética. El Komintern lo reclutó más tarde, mandándolo a Checoslovaquia y Alemania. En España se integró, como muchos otros polacos, en el batallón Dabrowski, dentro de las Brigadas Internacionales que combatieron contra el fascismo y en defensa de la legalidad republicana en la guerra civil. Llegó a estar al mando de dicho batallón y más tarde de la CXXIX Brigada Internacional. Al terminar la guerra lo hizo con el grado militar de Mayor. Huyó a Francia donde se alistó en el ejército polaco, si bien fue detenido y pasó la mayor parte de la Segunda Guerra Mundial en campos de concentración. Sobrevivió a la guerra y al Holocausto y durante algún tiempo estuvo en la misión militar de Polonia en París. De regreso a su país, fue jefe del Servicio de Inteligencia Militar hasta caer en desgracia por su condición de judío, siendo primero destituido y más tarde detenido. En 1955 fue puesto en libertad y rehabilitado, y dirigió un tiempo el Cuerpo de Seguridad Interna, siendo destacado en la prevención de la intervención soviética en el levantamiento de los trabajadores contra el gobierno polaco en 1956. En la década de 1960 ocupó altos cargos en el ministerio de Interior hasta abandonar la actividad política en 1967.